# گویچه‌تپه کوچک
گویچه تپه کوچک مربوط به دوره اشکانیان است و در شهرستان گرمی، بخش مرکزی، دهستان اجارود مرکزی، روستای اجاق آلازار واقع شده و این اثر در تاریخ ۱۲ شهریور ۱۳۸۶ با شمارهٔ ثبت ۱۹۴۲۵ به‌عنوان یکی از آثار ملی ایران به ثبت رسیده است.